# Murderdolls
Murderdolls, er et amerikansk band, grundlagt i 2002 i Hollywood, Californien. Bandets chef er guitarist, Joey Jordison (som spillede trommer i Slipknot). Deres genre er glam metal, horror punk og hard rock, mens imaget klart er gothic/punk. Bandet bliver bemærket af Joey Jordison, der spillede i Slipknot.

## Medlemmer
- Joseph Poole – (Vokalist)
- Joey Jordison – (Guitarist/Back-up sanger)
- Roman Surman – (Guitarist)
- Jack Tankersley – (Bassist)
- Racci Shay – (Trommeslager)